# Иерофей (Цолиакос)
Митрополи́т Иерофе́й (греч. Μητροπολίτης Ἱερόθεος, в миру Дими́триос Цолиа́кос, греч. Δημήτριος Τσολιάκος; род. 1945, Мегара) — епископ Элладской православной церкви и формально Константинопольской православной церкви, митрополит Зихнийский и Неврокопский (с 2003).

## Биография
Родился в 1945 году в Мегаре, в Греции.
Окончил богословский факультет Афинского национального университета.
В 1969 году хиротонисан во иеродиакона, а в 1974 году — во иеромонаха.
С 1974 года секретарь Мегарской и Саламинской митрополии Элладской православной церкви.
С 1989 года по 2003 год служил секретарём Священного синода Элладской православной церкви.
16 мая 2003 году Священным синодом иерархии Элладской православной церкви был избран митрополитом Зихнийским и Нейрокописким, а на следующий день был хиротонисан во епископа в Афинском соборе.
Благодаря действиям митрополита Иерофея в кабинетах и бухгалтерии епархии была проведена компьютеризация, которой чего там прежде не было. Он также создал «Общий фонд общения и любви» (греч. Γενικό Ταμείο Κοινωνίας και Αγάπης), чтобы помогать нуждающимся людям, открыл 5 храмов и за свой личный счет отремонтировал 7 часовен. Он также создал «Дом гостеприимства и любви в Узунио» («Ουζούνειο Στέγη Φιλοξενίας και Αγάπης») после статического армирования, реконструкции и ремонта существующего трёхэтажного здания. Он подключил метрополию к Оперативной программе европейского сотрудничества «Греция-Болгария» и, оцифровав и опубликовав на специальном сайте памятники региона. За свой личный счёт он оборудовал храмы микрофонными установками и колокольными системами. В то же время по его инициативе были сохранены сто икон, которые ранее были разбросаны и не охранялись в различных храмах.
В мае 2017 года совершил первую поездку в Россию для участия в торжествах посвященных известному духовному писателю святителю Игнатию (Брянчанинову) в Ставрополе.